# Ерл Андерсон
Ерл Андерсон (англ. Earl Anderson, нар. 24 лютого 1951, Росо) — американський хокеїст, що грав на позиції крайнього нападника. Грав за збірну команду США.

## Ігрова кар'єра
Професійну хокейну кар'єру розпочав 1974 року.
1971 року був обраний на драфті НХЛ під 58-м загальним номером командою «Детройт Ред-Вінгс».
Протягом професійної клубної ігрової кар'єри, що тривала 5 років, захищав кольори команд «Детройт Ред-Вінгс» та «Бостон Брюїнс».
Виступав за збірну США на чемпіонаті світу 1973 року.

## Статистика
| Сезон        | Клуб                         | Ліга         | Регулярний сезон | Регулярний сезон | Регулярний сезон | Регулярний сезон | Регулярний сезон | Плей-оф | Плей-оф | Плей-оф | Плей-оф | Плей-оф |
| Сезон        | Клуб                         | Ліга         | І                | Г                | П                | О                | ШХ               | І       | Г       | П       | О       | ШХ      |
| ------------ | ---------------------------- | ------------ | ---------------- | ---------------- | ---------------- | ---------------- | ---------------- | ------- | ------- | ------- | ------- | ------- |
| 1969-1970    | Університет Північної Дакоти | НКАА         | 30               | 17               | 7                | 24               | 0                | -       | -       | -       | -       | -       |
| 1970-1971    | Університет Північної Дакоти | НКАА         | 32               | 12               | 17               | 29               | 22               | -       | -       | -       | -       | -       |
| 1971-1972    | Університет Північної Дакоти | НКАА         | 36               | 23               | 22               | 45               | 24               | -       | -       | -       | -       | -       |
| 1972-1973    | Університет Північної Дакоти | НКАА         | 36               | 17               | 30               | 47               | 12               | -       | -       | -       | -       | -       |
| 1974-1975    | «Вірджинія Вінгс»            | АХЛ          | 4                | 0                | 3                | 3                | 2                | -       | -       | -       | -       | -       |
| 1974–1975    | «Детройт Ред-Вінгс»          | НХЛ          | 45               | 7                | 3                | 10               | 12               | -       | -       | -       | -       | -       |
| 1974–1975    | «Бостон Брюїнс»              | НХЛ          | 19               | 2                | 4                | 6                | 4                | 3       | 0       | 1       | 1       | 0       |
| 1975–1976    | «Бостон Брюїнс»              | НХЛ          | 5                | 0                | 1                | 1                | 2                | -       | -       | -       | -       | -       |
| 1976-1977    | «Рочестер Американс»         | АХЛ          | 32               | 19               | 14               | 33               | 16               | -       | -       | -       | -       | -       |
| 1976–1977    | «Бостон Брюїнс»              | НХЛ          | 40               | 10               | 11               | 21               | 4                | 2       | 0       | 0       | 0       | 0       |
| 1977-1978    | «Рочестер Американс»         | АХЛ          | 72               | 26               | 40               | 66               | 22               | 6       | 1       | 2       | 3       | 2       |
| Усього в НХЛ | Усього в НХЛ                 | Усього в НХЛ | 109              | 19               | 19               | 38               | 22               | 5       | 0       | 1       | 1       | 0       |